# Tuần Dương
Tuần Dương (chữ Hán phồn thể: 旬陽市, chữ Hán giản thể: 旬阳市, tên cổ là Tuân Dương, năm 1986 đổi tên như hiện nay, âm Hán Việt: Tuần Dương thị) là một thành phố cấp huyện thuộc địa cấp thị An Khang, tỉnh Thiểm Tây, Cộng hòa Nhân dân Trung Hoa. Thành phố này có diện tích ki-lô-mét vuông, dân số năm 1999 là 445.934 người, năm 2002 là 450.000 người. Mã số bưu chính của Tuần Dương là 725700. Về mặt hành chính, thành phố Tuần Dương được chia thành 28 trấn và hương.